# Casio Mini

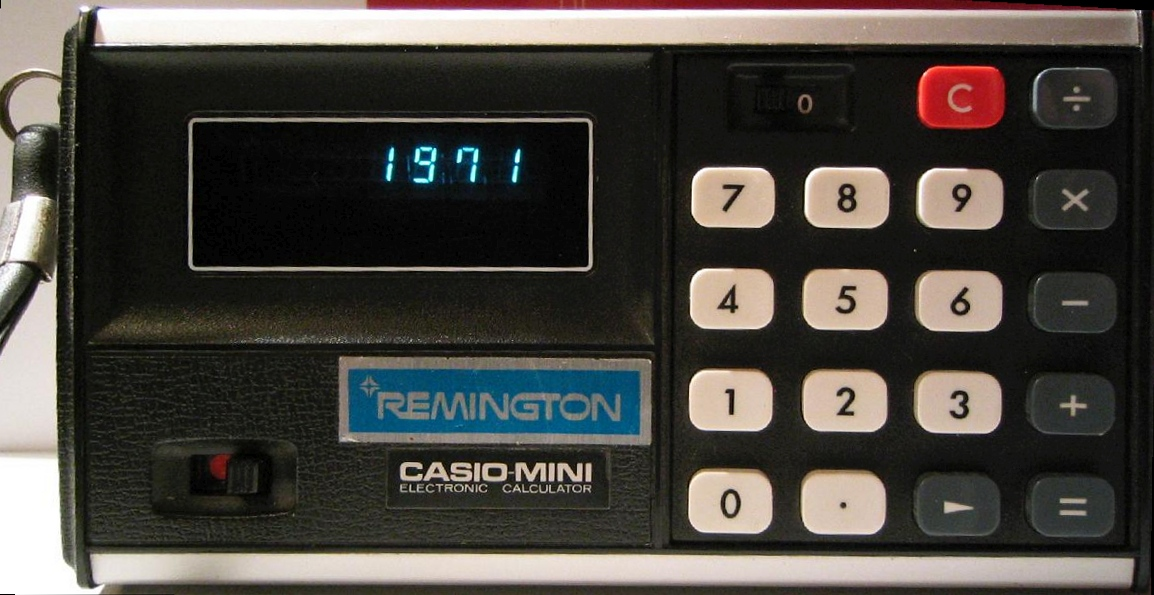
Exemplaire d'une Casio CM-602 Mini, calculatrice relativement similaire à la Casio Mini et parue un an plus tard. Cette machine possède 2 touches de plus qu'une Mini (touche spécifique pour l'addition et point décimal). La touche « flèche vers la droite », caractéristique de la Mini, reste présente.

La Casio Mini est la première calculatrice de poche électronique destinée au grand public, produite par la société japonaise Casio en 1972.

## Caractéristiques
La Mini est une calculatrice rectangulaire de 148 mm de long, 75 mm de large et 42 mm d'épaisseur, alimentée par 4 piles AA. Son système électronique est bâti autour d'un circuit intégré d'Hitachi pour les calculs et d'une puce NEC pour l'affichage.
La moitié gauche de l'appareil comporte l'interrupteur de mise en route et un afficheur fluorescent à 7 segments, capable d'afficher six chiffres simultanément. La moitié droite de l'appareil contient 16 touches rondes :
- chiffres de 0 à 9
- opérations de substraction, multiplication et division
- touche « =+ » servant pour l'addition et le résultat des autres opérations
- touche « C » permettant d'annuler l'opération en cours
- touche munie d'une flèche pointant vers la droite, utilisée pour dépasser les contraintes d'affichage avec certaines opérations.

Pour des raisons de coût de fabrication, la Mini fonctionne uniquement avec des entiers et ne possède aucun moyen d'entrer ou d'afficher un séparateur décimal : l'interprétation de ce séparateur est entièrement à la charge de l'opérateur.
Les opérations d'addition et de substraction ne sont possibles que sur 6 chiffres : un résultat sur 7 chiffres conduit à une erreur de dépassement arithmétique. Les opérations de multiplication et de division sont en revanche possibles sur 12 chiffres, grâce à la touche « flèche droite » : multiplier par exemple 500 004 par 400 005 (200 004 100 020) provoque l'affichage des 6 premiers chiffres du résultat, « 200004 ». En pressant la touche « flèche droite », les 6 chiffres suivants s'affichent, « 100020 ». Diviser 1 par 3 affiche tout d'abord « 0 » ; appuyer sur la touche affiche « 333333 ».

## Historique
Les calculatrices électroniques apparaissent pendant les années 1960, profitant des progrès dans les circuits intégrés. La demande des entreprises pour ce produit est très forte ; au Japon, la production de calculatrices double chaque année et atteint 100 milliards de yens en 1970, avec plus de 50 fabricants. La première véritable calculatrice électronique de poche, la Busicom LE-120A, est produite en janvier 1971.
La société Casio Computer, fabricant des calculatrices et désirant s'extraire d'un marché saturé, change de niche et se lance dans la fabrication de la Mini, une calculatrice électronique destinée directement au grand public. Le produit est lancé en août 1972 ; son prix, environ 10 000 ¥, vise à créer un marché sur les foyers, non plus seulement les entreprises, et est atteint entre autres en limitant les capacités de la machine. La calculatrice est un succès : initialement prévue à 100 000 unités par mois — un chiffre déjà élevé pour l'époque —, la production est élevée à 200 000 unités par mois. La production totale atteint 10 000 000 unités.